# Kościół św. Piotra w L’Île-Saint-Denis
Kościół św. Piotra (fr. Église Saint-Pierre) – rzymskokatolicka świątynia parafialna położona we francuskiej miejscowości L’Île-Saint-Denis.

## Historia
Do XVIII wieku mieszkańcy L’Île-Saint-Denis nie mieli własnego kościoła ani kaplicy, należeli oni do parafii św. Marcelego w Saint-Denis. W 1620 uzyskano zgodę na budowę kaplicy, która miała być filią parafii św. Marcelego w Saint-Denis. W 1668 erygowano samodzielną parafię pw. św. Sebastiana. 5 października 1807 gmina przegłosowała dotację na remont kościoła. 7 stycznia 1826 z sukcesem ubiegano się o dofinansowanie na renowację od Ministerstwa Spraw Wewnętrznych. Z czasem kościół okazał się być zbyt mały by pomieścić wszystkich wiernych, w 1830 podjęto decyzję o rozpoczęciu przebudowy kościoła. Tuż po podjęciu tej decyzji zburzono grożącą zawaleniem dzwonnicę. 18 października 1830 wmurowano kamień węgielny pod budowę nowej świątyni. Architektem został Auguste Guenepin. 13 września 1832 zainaugurowano gotowy budynek, z powodów finansowych wzniesiono go z materiałów pozyskanych podczas rozbiórki starego kościoła. W 1881 ludność L’Île-Saint-Denis wynosiła już 1730 osób, ponownie postanowiono o budowie większej świątyni. Budowę zakończono 14 września 1884, kościół konsekrowano i nadano mu wezwanie św. Piotra Apostoła.

## Architektura i wyposażenie
Świątynia neoromańska. Charakterystycznym elementem wyposażenia kościoła jest brązowa chrzcielnica w kształcie kadłuba łodzi.

## Galeria

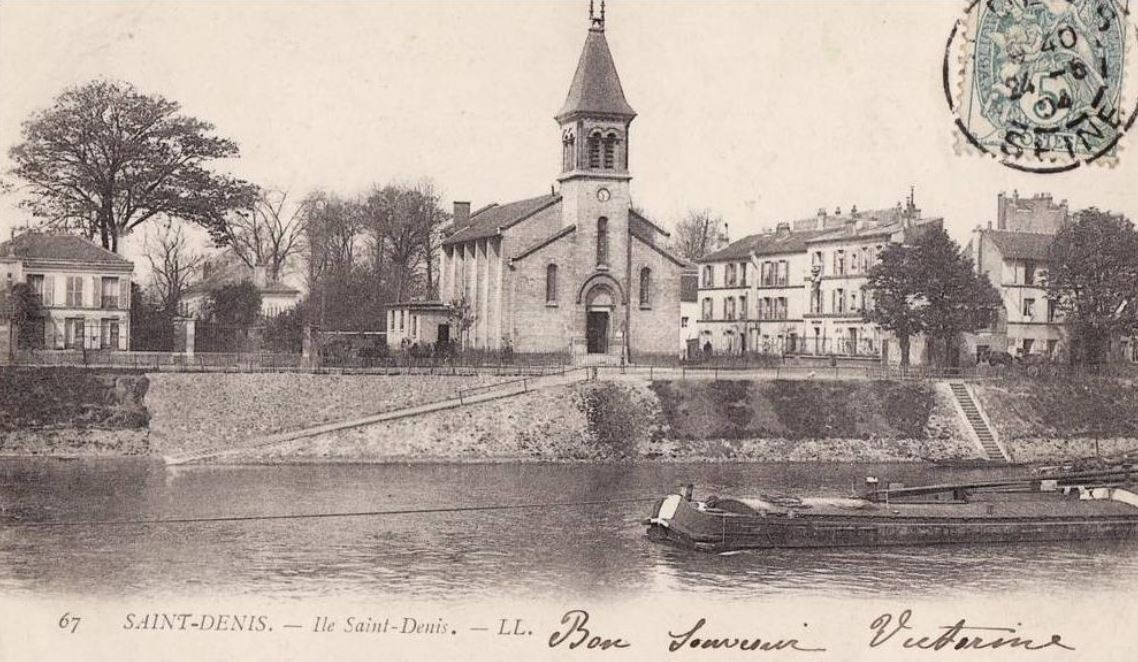
Widok historyczny z drugiego brzegu Sekwany
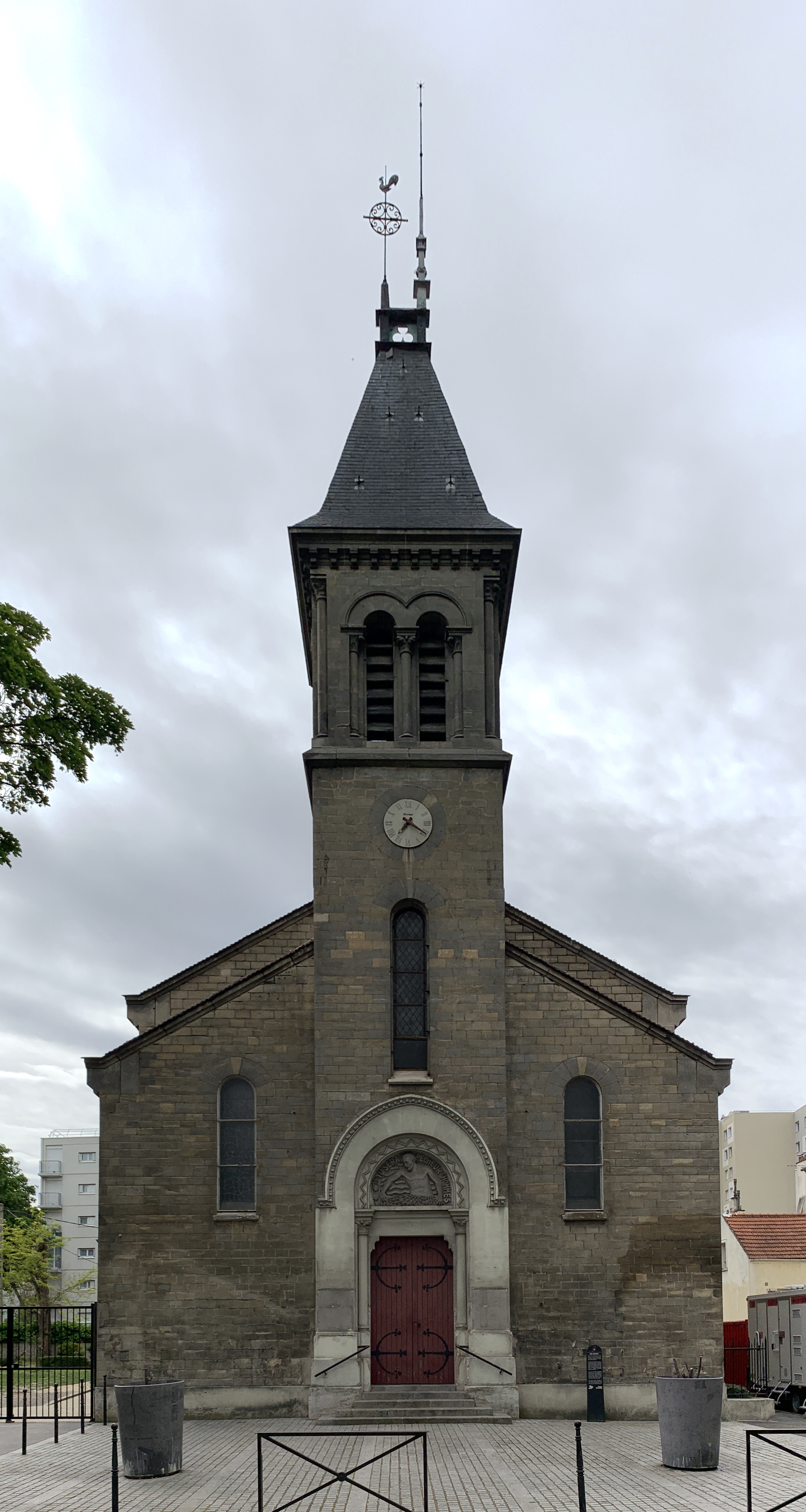
Fasada
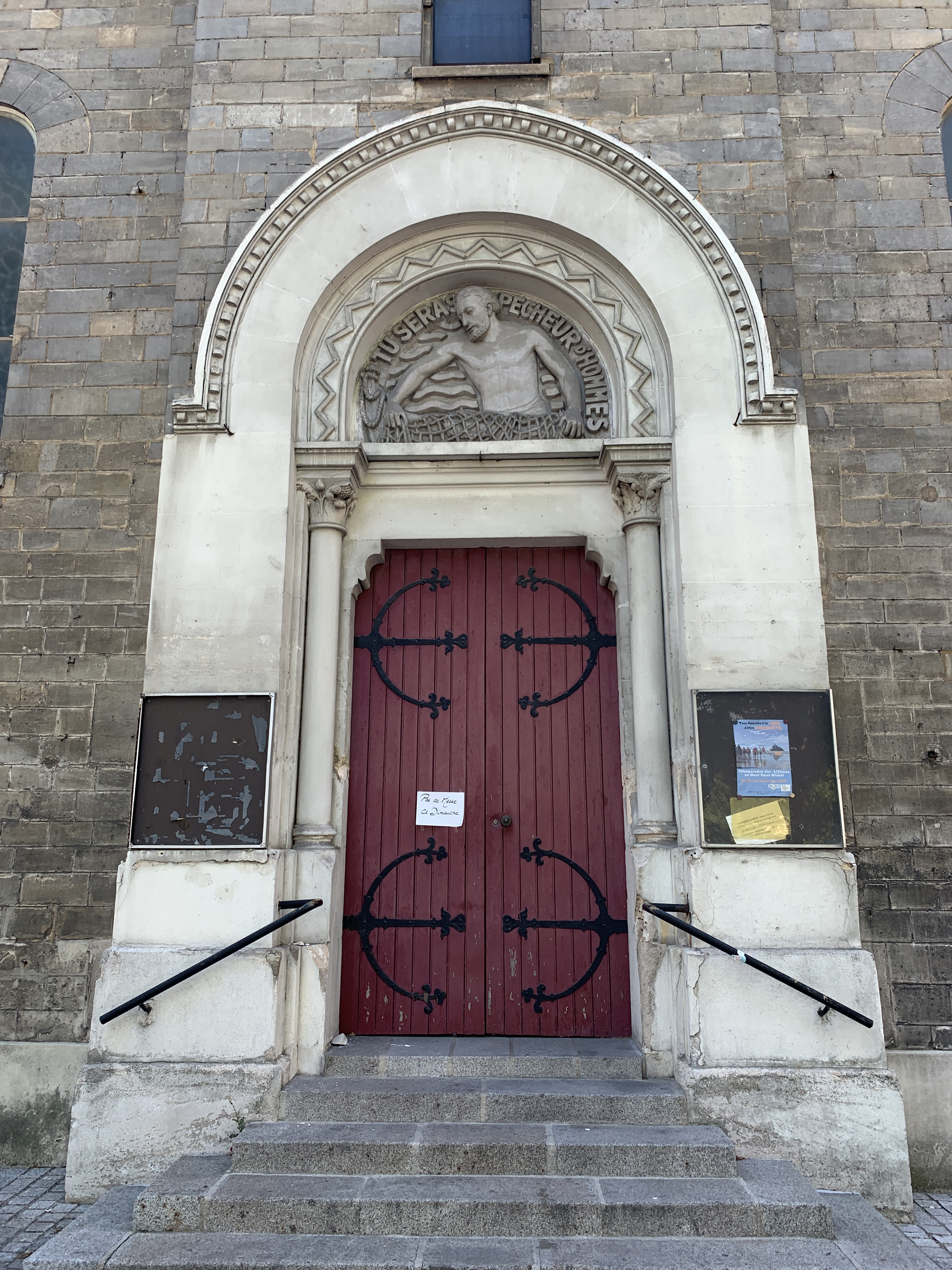
Portal główny
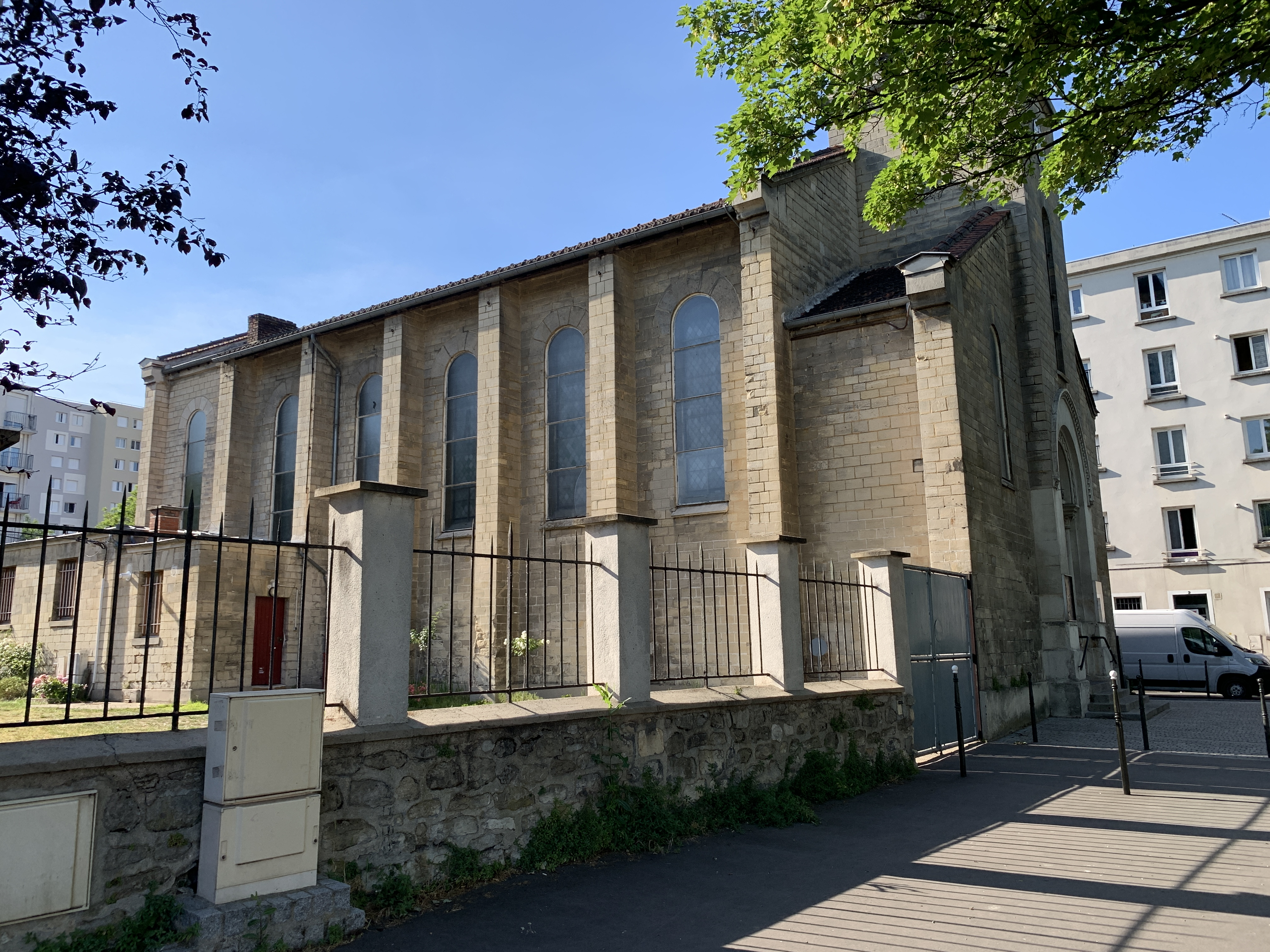
Południowa elewacja